# Tabea Zimmermann
Tabea Zimmermann (Lahr, 8 d'octubre de 1966) és una intèrpret de viola alemanya.

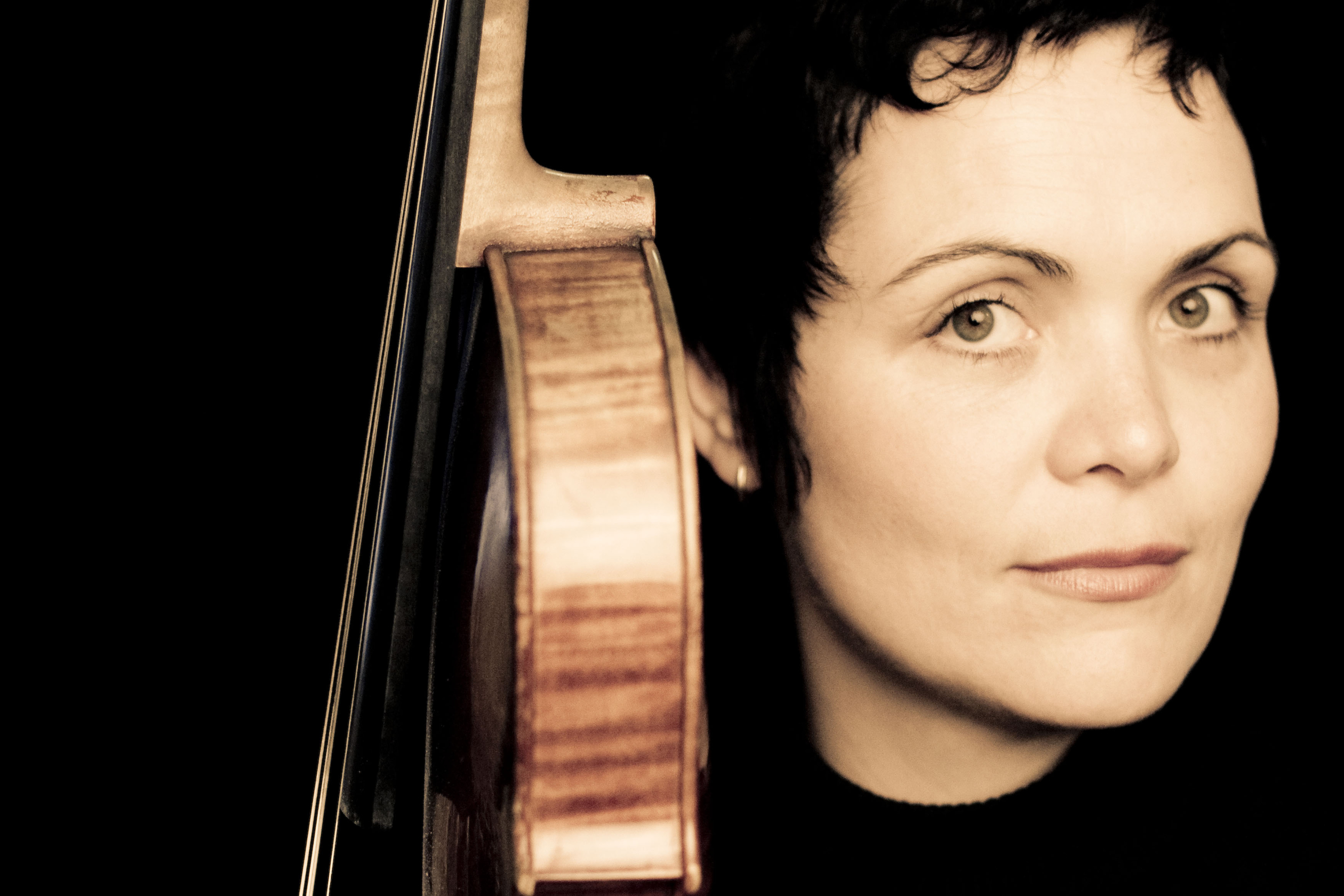
Tabea Zimmermann

## Formació
Va començar a estudiar viola als tres anys i va iniciar estudis de piano als cinc. Amb 13 anys, va estudiar viola amb Ulrich Koch, al Conservatori de Friburg, i va continuar els seus estudis amb Sándor Végh a la Universitat Mozarteum de Salzburg. Aviat va destacar en certàmens internacionals i va guanyar premis a Ginebra (1982) o Budapest (1984). També va guanyar la Maurice Vieux International Viola Competition (Certamen Internacional de Viola Maurice Vieuz) a París (1983), en què va obtenir com a regal un superb instrument fabricat pel luthier contemporani Étienne Vatelot (1980). Des de llavors va ser l'instrument que va tocar sempre en tots els concerts al llarg del món fins que el canvià per un intsrument fabricat especialment per a ella pel luthier Patrick Robin.

## Carrera
Com a solista ha tocat amb moltes orquestres importants, entre les quals l'Orquestra de la Gewandhaus de Leipzig, l'Orquestra Filharmònica de Berlín, l'Orquestra Filharmònica de la BBC, l'Orchestre de la Suisse Romande, sota la batuta d'importants directors com Kurt Masur, Bernard Haitink, Christoph Eschenbach, Nikolaus Harnoncourt, entre d'altres.
Tabea Zimmermann està així mateix molt bolcada en la música de cambra, que ha interpretat amb Gidon Kremer (violí), Heinz Holliger (oboista i compositor), Hartmut Höll (piano), Steven Isserlis (violoncel) i Pamela Frank (violí) en molts festivals. Ha dedicat una part important de la seva carrera de cambra al Quartet Arcanto, del qual ha format part al costat dels violinistes Antje Weithaas i Daniel Sepec i el violoncel·lista Jean-Guihen Queyras entre 2004 i 2016. I posteriorment amb el trio que constitueix amb el violinista Daniel Sepec i el violoncel·lista Jean-Guihen Queyras
Molt compromesa amb el repertori del segle XX, ha aconseguit gran èxit en interpretar la Sonata per a viola sola, escrita per a ella per György Ligeti, i estrenada el 1994. Altres compositors contemporanis que han escrit obres per a ella són Heinz Holliger, Wolfgang Rihm, Georges Lentz, Bruno Mantovani, Sally Beamish i Josef Tal.
Des de 2002, Tabea Zimmermann és professora de viola i música de cambra a l'Acadèmia de Música Hans Eisler  de Berlín. Anteriorment va estar entre el professorat de l'Acadèmia de Música de Saarbrücken i la Universitat de Música i Arts Escèniques de Frankfurt (1994-2002).
Els seus assoliments i contribucions artístiques li han suposat molts premis nacionals i internacionals, entre els quals el Premi de Música de Frankfurt, el Premi Cultural (estatal) de Hesse, el Premi Internacional de l'Acadèmia Musical Chigiana de Siena, el Premi de Música Ernst von Siemens, que concedeix l'L'any.
Fou resident amb el Ensemble Resonanz el setembre de 2013 i fins al 2015. La temporada 2019/2020 va acceptar la residència a la Royal Concertgebouw Orchestra i la temporada 2020/21 va acceptar l'oferiment de la Berliner Philharmoniker per ser Artista en residència. Ha protagonitzat una pel·lícula de 25 minuts, dirigida per Magdalena Zięba-Schwindː Tabea Zimmermann: La viola és la meva veu.
Ha actuat al Palau de la Música Catalana, el febrer de 2020, i als principals auditoris del món, ja sigui com a solista, amb les orquestres més importants, o bé amb grups de música de cambra.

## Vida privada
És vídua del director David Shallon (1950-2000); al setembre de 2012 es va casar amb el director nord-americà Steven Sloane. És mare de tres fills: Yuval i Jonathan (fills de Shallon) i de Maya (nascuda el 2003)

## Enregistraments
- Schubert: Octet en fa major D. 803 (Op. post. 166), amb Gidon Kremer i Isabelle van Keulen (violí), David Geringas (violoncel), Alois Posch (contrabaix), Eduard Brunner (clarinet), Radovan Vlatkovic (trompa) i Klaus Thunemann (fagot). Enregistrament realitzat durant la gira "Música des de Lockenhaus - Gidon Kremer i amics (1987)." Deutsche Grammophon 469 841-2
- Berlioz: Harold a Itàlia, simfonia en quatre parts per a viola i orquestra Op.16/H. 68. Orquestra Simfònica de Londres, dir. Sir Colin Davis (2000). LSO 0040
- Saint-Saëns: El carnestoltes dels animals. Amb Martha Argerich (piano), Nelson Freire (piano), Gidon Kremer (violí), Isabelle van Keulen (violí), Mischa Maisky (violoncel), Georg Hörtnagel (contrabaix), Irena Grafenauer (flauta), Eduard Brunner (clarinet), Markus Steckeler (xilòfon), Edith Salmen-Weber (glockenspiel) Àlbum "Duo Piano Extravaganza: Martha Argerich & Friends" (1985) Philips 446 557-2 (2 CD)
- Once Upon A Time... - Schumann · Widmann. Amb Jörg Widmann, Dénes Vàrjon; 2017, MYR020

- Cantilena, amb el pianista Javier Perianes, Harmonia Mundi (2020) HMM902648
- Solo II - Bach · Kurtág, 2020, MYR026